# Itziar
Itziar  è un nome proprio di persona basco, spagnolo e catalano femminile.

## Varianti
- Spagnolo: Iciar[1]

## Origine e diffusione
Riprende il nome di un quartiere della città basca di Deba, nella provincia di Gipuzkoa, dove si trova un santuario del XIII secolo dedicato alla Vergine Maria. È, come anche Arantzazu e Ainhoa, uno dei nomi baschi originatisi grazie al culto mariano.
Il significato è incerto; alcune fonti ipotizzano "vecchia pietra", altre "altura rivolta verso il mare".

## Onomastico
Il nome è adespota, ovvero non è portato da alcuna santa; l'onomastico ricorre quindi il 1º novembre, per la festa di Ognissanti.

## Persone
- Itziar Castro, attrice spagnola

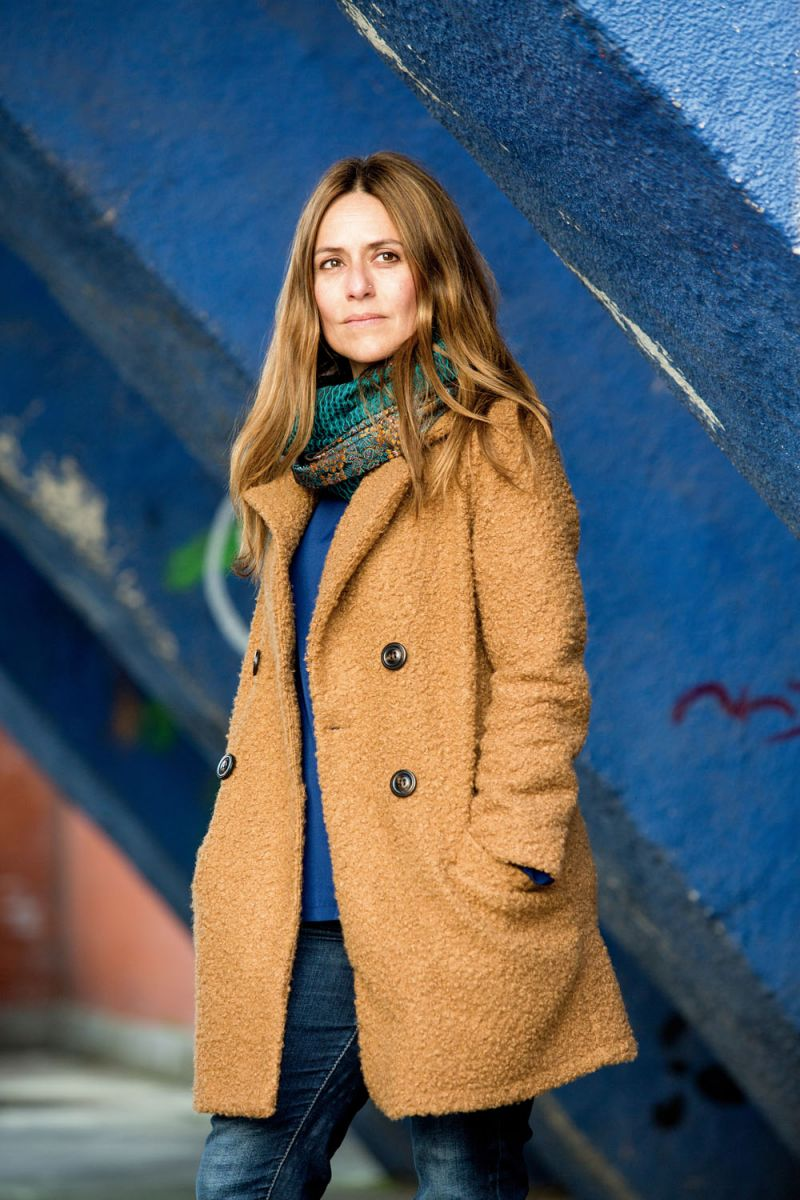
Itziar Ituño

- Itziar Gurrutxaga, calciatrice spagnola
- Itziar Ituño, attrice e cantante spagnola
- Itziar Mendizabal, ballerina spagnola
- Itziar Pascual Ortiz, drammaturga spagnola
- Itziar Sánchez-Guardamino, nuotatrice artistica spagnola

### Variante Iciar
- Icíar Bollaín, attrice, regista e sceneggiatrice spagnola